# 张思之
张思之（1927年11月12日—2022年6月24日），學名爾龍，河南郑州人，中国律师、法学家，中国大陆北京市吴栾赵阎律师事务所高级顾问、北京市义派律师事务所名誉理事长、中华全国律师协会宪法与人权专业委员会顾问、中央财经大学法学院兼职教授。同时，张思之被誉为“律师的良心”。六四事件后，参与鮑彤、魏京生、王軍濤等政治犯辯護。

## 生平
1927年11月12日，張思之生于河南郑州，曾祖父張希曾是鄭縣的名醫，之後家道中落，祖父是庠生。父親學過西醫，在陝州開過豫陝中央醫院，信在理教。1932年，五歲，入讀南學街的鄭縣官立高等小學。1938年2月14日，鄭州遭到日軍轟炸，學校停課。後被伯父和姑媽帶到火車站，由叔叔送到陝州投奔父親，在陝州扶輪小學插班讀六年級。不久，日軍從山西風陵渡炮轟陝州，又跟著母親去西安，住在張廷甫開辦的西安同仁醫院。暑假，考中陝西省立西安第二初級中學。可是戰事吃緊，父親決定入川避難，到四川綿陽定居，和孫效平一同開辦三友藥房共同經營。1939年7月，考取綿陽國立第六中學，在新店子三分校上學，與胡維興、張芳傑同班。1941年，轉學考入三臺國立第十八中學。1943年冬，戰事發生變化，四川省軍管區參謀長徐思平在三臺演講，呼籲青年學生從軍。11月25日，響應號召入營從軍。1944年元旦，到中央軍校受訓，番號是中國學生志願遠征軍教導第二團。6月，集訓結束後搭乘運輸機前往印緬戰區蘭母伽訓練基地，編入中國遠征軍獨立炮兵第五團特務連，連長是胡維達。在特務連主要學習電報，還曾被團部的翻譯官杜運燮選中，演出話劇。
1945年1月，沿史迪威公路隨軍回國。4月1日，回到昆明，之後离开部队，和同學經遵義到重慶再返回三臺十八中。12月，學生運動開始流行，沒有參加運動。1946年，十八中宣佈復員，和步天濬離開學校到西安投奔大伯父。8月，内戰爆發，北上北京的道路阻絕，於是投考西安尊德中學。之後因為替范賡伸被開除打抱不平發動罷課。1947年1月，返鄉探親。回到西安後因運動被轉至聖路中學就讀。7月，經鄭州赴南京投考大學，考入北平朝阳大学法律系。時值各年級選舉自治會代表會，古治民被選爲主席，初次經歷選舉洗禮。1948年春，加入劉晨星和林世昌組織的中共外圍組織，民族解放工作先鋒隊。5月20日，發生反飢餓、反内戰大游行，7月15日，東北大學學生衝擊北京市參議會。8月19日，古治民等地下黨被捕。10月，由民工的負責人王鐵英吸收加入中國共產黨。12月，進入解放區，到滄州泊鎮華北局城工部學習城市政策，結識了王若水。
1949年1月，良鄉北平市委成立之後，被分到法院組，接管北平法院。2月3日，解放軍進城。王斐然主管接管事務，法院原職員全部留用，這時張思之始接觸法律實務。人民法院成立之後被分到民事第八庭學習。之後審判孫書田案。1949年末，被提拔為代理審判員，調到審判委員會工作，與謝邦敏同事。1950年初，北京市委派朱啓然到法院負責整風工作，張思之對王斐然的愛好進行了批判。正逢人民大學成立，開辦幹部專修班，被選中進入人大學習。返回法院之後調入刑事庭，任庭長何占的助手，負責敵逆產案件和鎮壓反革命案件的處理，仰賴于兆吉等幾個老法官查辦重要案件。其中一貫道案，由彭真請鄧拓主筆，打擊一貫道組織，將之以美帝國主義侵略工具的名義判予重刑。時任北京市公安局副局長馮基平想要擴大鎮反，處死一貫道的點傳師，張思之并沒有阻止這場冤案。1951年，鎮反運動結束不久三反運動再次爆發，對經濟領域進行整治。
1952年6月，中共中央在全國司法系統開展司法改革，清理遺留下來的司法工作人員。由賀生高主持，對王斐然和李葆真進行了批判。之後離開審判崗位，成立研究室，與郭可宏、陳建國、梅紹鈞共事。1954年，高饒事件之後，院内又展開運動，參與批判王斐然和何占。夏秋之交，反胡風運動開始，被軟禁，隔離審查。1955年夏，内部肅反開始，參加志願遠征軍的歷史被翻出，遭到鬥爭。肅反結束之後，法院黨組籌劃成立律師協會，被調至律協工作。律協是賀生高主管，陳守一挂名主任，由白振武實際負責。
1956年，奉派成立第三法律顧問處。之後南斯拉夫法律代表團來訪，張思之給訪團做表演性質的辯護。整風運動時，因自己的黨員身份而選擇避開參加，但樓邦彥在整風中被牽連批判。張思之不久也被劃爲右派。1958年5月，下放昌平清涼洞進行勞動改造。1959年初，北京市委開闢南口農場，被抽調至南口種果樹。1963年，摘帽。1966年，文革爆發之後南口農場也產生造反派和當權派的鬥爭，張思之藉口養病回家。1968年底，軍宣隊進入農場支援文革，因爲不積極參與而被打成反革命。
1972年冬，調至北京市垂杨柳二中教書，擔任班主任。
1979年4月，右派改正恢復黨籍。夏，時任北京市委書記李立功調張思之去審判造反派韓愛晶，被張拒絕，轉去律協。1980年，出任北京市律师协会副会长，主管业务，同时兼任北京市法律顾问处主任。8月底，彭真決定林彪、江青反革命集团案需要有律師參加。張思之任辩护小组负责人。改革開始之後，南方各地的律師都展現出了獨立於司法行政體系的傾向，司法部王汝琪司長透露不安，徵求張思之寫批判文章，沒有答應。
1983年夏，創辦《北京律師》季刊。1985年，在北京廣播電視大學開律師事務課程。1988年，创办《中国律师》杂志。1989年，由於胡耀邦突然病逝，北京各院校激起反腐敗的政治訴求，逐漸各地開始串聯，最後擴展至六四事件。5月13日，廣場決定宣佈絕食，張思之離開北京到武漢參會，錯過運動進一步的升級。6月9日，返回北京。
2013年3月，德国海因里希·伯尔基金会邀请张思之、贺卫方和吴思等参加辩论，张思之指出：“只要一党专政还在，腐败问题就不可能解决，中国政府不愿接受任何形式的监督，不可能根治腐败……中共比过去还强大，中国的一切资源都在它手上，不可能被外力推翻……他们说的维稳是稳住红色江山，这是理解中国问题的关键。”
張思之在2022年5月28日入院，同年6月24日13时25分因病在北京逝世，享年95岁，喪禮於同年6月28日上午在北京市八宝山革命公墓舉行。

## 荣誉
2008年11月，海因里希·伯尔基金会在柏林宣布，授予张思之该年度的佩特拉·凯利奖，以表彰他“为在中国保障人权和建设法制国家及律师制度做出的杰出贡献”。

## 参与辩护的案件
- 1981年李作鹏林彪、江青反革命集团案；
- 1988年大兴安岭大火庄学义玩忽职守案；
- 1991年王军涛颠覆、煽动案；
- 1992年鲍彤“泄露国家机密、反革命宣传案”；
- 1994年高瑜泄露国家机密案；
- 1995年《民主与法制》记者董服民被诉侵权案；
- 1995年魏京生阴谋颠覆政府案；
- 2003年新青年学会案上诉律师；
- 2003年郑恩宠泄密案；
- 2004年代理黎元江案；
- 2006年10月 王天成等诉周叶中等剽窃案；
- 2006年聂树斌案申诉；
- 2014年浦志强寻衅滋事案[14][15]。